# Героинщики
«Героинщики» — роман шотландского писателя Ирвина Уэлша, выпущенный в 2012 году, который является приквелом романа «На игле». События разворачиваются за несколько лет до событий оригинала.

## Сюжет
Действия романа разворачиваются за несколько лет до основных событий «На игле». Как и во всем цикле, в романе нет центрального персонажа: помимо Рентона, Кочерыжки, Кайфолома и Бегби ведется повествование от Никси — лондонского панка и друга Рентона, Алисон и многих других. Сюжет описывает становление взаимоотношений между уже знакомыми и новыми персонажами, показывает, как компания пристрастилась к наркотикам и докатилась к такой жизни.

### Часть 1: Соблазн
В 1984 году Марк Рентон и его отец Дэви отправились в Йоркшир, чтобы принять участие в пикете коксового завода. После краткой встречи со своим лондонским приятелем Никси, он оказывается вовлеченным в насилие со стороны полицейских пикетов и, потрясенный, чувствует себя отчужденным от своего отца и пикетов и отказывается возвращаться в Глазго. В районе «Банана-Флэтс» Кайфолом пытается соблазнить Марию, дочку своих соседей, и берет ее отца Кока в местный паб. Тем временем в Манчестере Марк снова встречает Никси и сопровождает его на вечеринку.
В то время как Рентон идет с Бегби, Кочерыжкой, Томми и Кизбо в паб Лейт, чтобы посмотреть финал Евро-84, приходит восемнадцатилетняя Саманта Френчард и обвиняет Бегби в том, что она забеременела от него. После острого скандала он унижает ее, и она выбегает на улицу. Рентон понимает, что он стал одержим героином и действительно хотел взять его в Манчестере. Они с Кайфоломом идут к Свонни, старому футбольному товарищу и торговцу наркотиками, который продает им дозу. Ощущения от наркотика настолько хороши, что они решают бросить Бегби, который позвал их в бар накануне. Семья Саманты узнает о ее беременности и ей говорят, что Бегби не хочет иметь ничего общего с ней или ребенком, после чего они хотят отомстить.
Кайфолом снова берет Кока в паб Диксона. В то время как Кайфолом колет себе героин в туалете, Диксон выводит Кока на улицу и бьет его до потери сознания. Кайфолом направляется в больницу и узнает от обезумевшей семьи Кока, что он впал в кому; в конце концов он умирает от полученных травм. Чувствуя себя изолированным от своей семьи, Рентон переезжает в дом Кайфолома. Поиски героина заставляют его встретиться с Майки Форрестером в Мюрхаусе. Там он встречает Элисон, которая говорит Рентону, что ее мать умирает, и Сильвию, которая забирает его в Лоченд для секса. На следующий день Элисон узнает, что брат ее начальника в подразделении по борьбе с болезнями голландского вяза занимается контрабандой наркотиков на местном химическом заводе. После посещения семейного барбекю Элисон соблазняет своего босса.

### Часть 2: Падение
Во время поездки в Европу Рентон начинает сексуальные отношения со своей одногруппницей Фионой. Когда он возвращается домой, он узнает, что его брат Дэйви младший умер. Между ним и остальными членами семьи возникают напряженные отношения. Тем временем, когда Мария остается в Ноттингеме, Кайфолом соблазняет ее мать Джейни и призывает ее сделать мошеннические махинации с пенсией ее мужа.
Рентон узнает от Кайфолома, что Диксон отделался убийством Кока. Джейни была анонимно арестована за мошенничество и доставлена в тюрьму. В замешательстве и злости Мария остается одна и просит Кайфолома помочь отомстить Диксону. Томми, Бегби группа их друзей наносят визит в дом семьи Франсардов.

### Часть 3: Холод
Во время пребывания в Абердине Рентон встречает наркоторговца по имени Дон, который становится его дилером. Также Рентон разрывает свои отношения с Фионой, отдавая предпочтение героину. Страдая от отчуждения, Кайфолом заставляет Марию заниматься проституцией, чтобы покупать наркотики. Затем он отправляется в новое место своей матери и с ужасом обнаруживает, что его отец вернулся. Отчаянно пытаясь доказать себе, что он лучший человек, чем его отец, Кайфолом обещает присматривать за Марией и заботиться о ней. Когда Дон таинственным образом покидает город, Рентон возвращается в Эдинбург, чтобы остаться с Кайфоломом.
Рентон, Кайфолом, Бегби, Кизбо, Томми и Кочерыжка пытаются ограбить дом королевского адвоката. Однако Рентон, Томми и раненый Кочерыжка обнаруживают и спасают испанскую помощницу по хозяйству Кармелиту, которая передозировала таблетки и водку в попытке самоубийства. Позже Элисон встречает Рентона и Кайфолома в клубе и сопровождает их до Свонни, где она становится свидетелем того, как Свонни спорит с поставщиком героина, которого она признает рабочим на химическом заводе. Элисон забирает Кайфолома к себе в Пилриг, где он пытается уговорить ее заняться анальным сексом. Вместо этого Элисон убеждает его позволить ей быть активной и занимается с ним сексом со страпоном. Кайфолом и Мария навещают Джейни в тюрьме, которая приходит в замешательство, когда слышит об их отношениях. Когда они возвращаются в Лейт, Кайфолом заставляет ошеломленную наркотиками Марию заниматься сексом за деньги с еще большим количеством мужчин, одним из которых, к ее крайнему ужасу, является Диксон.